# Arabellites americanus
Arabellites americanus är en ringmaskart som beskrevs av Jansonius och Thomas Craig 1971. Arabellites americanus ingår i släktet Arabellites, klassen havsborstmaskar, fylumet ringmaskar och riket djur. Inga underarter finns listade i Catalogue of Life.